# Unzela japix
Unzela japix är en fjärilsart som beskrevs av Pieter Cramer 1776. Unzela japix ingår i släktet Unzela och familjen svärmare. Inga underarter finns listade i Catalogue of Life.